# Tous peuvent me tuer
Pour plus de détails, voir Fiche technique et Distribution.
Tous peuvent me tuer est un film franco-italien réalisé par Henri Decoin et sorti en 1957.

## Synopsis
Des malfrats agressent le chauffeur d’une voiture, volent les bijoux de sa passagère et dissimulent leur butin. Ils pénètrent ensuite dans une distillerie où ils simulent une beuverie pour se doter d'un alibi les disculpant du vol. Arrêtés pour cette effraction et condamnés à un an de prison, ils pensent récupérer à leur sortie le butin qu'ils ont caché. Mais à la prison Saint-Pierre, les choses tournent mal : les comparses sont mystérieusement éliminés l'un après l'autre, sauf un, qui craint lui-même pour sa vie.

## Fiche technique
- Titre : Tous peuvent me tuer
- Réalisation : Henri Decoin, assisté de Michel Deville, Edmond Agabra et Philippe de Broca (stagiaire)
- Scénario original : André Versini
- Adaptation : André Versini, Albert Simonin, Henri Decoin
- Dialogues : Albert Simonin
- Décors : Raymond Gabutti, assisté de François de Lamothe
- Photographie : Pierre Montazel
- Montage : Claude Durand, assisté de Marie-Louise Barbereau
- Son : Julien Coutellier, assisté de André Soler (Recording) et Jacques Bissière (Perchman)
- Musique : Jean Marion (éditions Élysées Melody)
- Production : Georges Sénamaud
- Sociétés de production : Sofradis (Paris), Da Ma Cinématografica (Rome)
- Société de distribution : Sofradis
- Pays :  France
- Format : Noir et blanc - pellicule 35 mm - 1,37: 1 - Omnium sonore
- Genre : Film policier
- Durée : 102 min
- Date de sortie :
  - France : 6 décembre 1957
- Visa d'exploitation : 18.017
- Affiche : Clément Hurel (France)

## Distribution
- Anouk Aimée : Isabelle
- François Périer : le directeur de la prison
- Eleonora Rossi Drago : la femme du directeur
- Peter van Eyck : Cyril Glad
- Dario Moreno : Luigi Falconi
- Francis Blanche : La Bonbonne
- Pierre Mondy : Émile Chanu
- Jean-Claude Brialy : un inspecteur enquêteur
- André Versini : Antoine Lefébure dit Tony
- Pierre Dudan : Fernand
- Franco Fabrizi : Karl Herman
- Jacques Josselin : le détenu banquier
- Pierre-Louis : Gaston Berlioux,
- Jean-Pierre Marielle : Jérôme
- Albert Michel : le brigadier Bricard
- Mario David : le détenu au paquetage
- Albert Daumergue : un consommateur
- Gérard Dorsen: le second inspecteur enquêteur
- Michèle Drey : la mère d'Isabelle
- Charles Gérard : un détenu
- Louis Lalanne : le détenu qui se fait raser
- Jean Olivier / Olivier Darrieux : un gardien
- Louis Viret : le patron du bistrot qui chante l'air de Figaro
- André Chanu

## Production
Le tournage a eu lieu du 3 avril au 26 mai 1957, studios Pathé et Eclair

## Autour du film
- Bien que les deux réalisateurs ne partagent pas la même esthétique cinématographique, la caméra de Decoin s'attarde un moment sur l'affiche du film Un condamné à mort s'est échappé de Robert Bresson sorti au moment du tournage.
- Le générique de début prévient que l'objet du film n'est pas de montrer une vision réaliste de l'univers carcéral. Les scènes de prison sont censées se dérouler à la Prison Saint-Pierre qui, à l'époque, était désaffectée à la suite de la construction des Baumettes.
- Alors que le film se déroule à Marseille, personne n'y parle avec l'accent marseillais.